# Wilhelm Albert (inventeur)
Pour les articles homonymes, voir Wilhelm Albert.
Wilhelm August Julius Albert est un inventeur et directeur de mine allemand né le 24 janvier 1787 à Hanovre et mort le 4 juillet 1846 à Clausthal-Zellerfeld. Il est connu pour avoir mis au point le câble toronné moderne.

## Biographie
Dans sa jeunesse, Albert montre un talent précoce pour la musique, mais il s'engage finalement dans des études de droit en 1803. Son passage dans les montagnes du Harz éveille son intérêt pour l'industrie minière. En 1806, il a été nommé à l'Office des mines et des forêts à Clausthal-Zellerfeld. En 1836, il dirige l'ensemble de l'industrie minière de la région du Harz.
Se rendant compte des faiblesses du métal et des cordages utilisés pour tracter les wagons de mine, il imagine un câble toronné plus résistant. Le câble d’Albert était constitué d’une âme en chanvre faite de fils torsadés autour de laquelle six brins étaient ensuite toronnés autour d'une autre base de corde de chanvre dans des directions alternées pour plus de stabilité. Ce principe est mis en place en 1834 pour l'exploitation minière de Caroline à Clausthal-Zellerfeld. Le câble d’Albert reste cependant toronné à la main. La machine à toronner est inventée par l'Autrichien Wurm en 1837 et développée à une échelle industrielle dès la décennie suivante par Felten & Guilleaume. Enfin fiabilisé par ces deux progrès, le transport par câble se développe avec la révolution industrielle dès la deuxième moitié du XIXe siècle.